# Bărnești, Bacău
Bărnești este un sat în comuna Pârjol din județul Bacău, Moldova, România.